# Albrecht Burchard (Geograph)
Albrecht Burchard (* 28. Juni 1888 in Ohrsleben; † 28. Dezember 1939 in Jena) war ein deutscher Geograph. Er war Universitätsprofessor in Jena und in Münster, an der Pädagogischen Akademie Dortmund sowie als Leiter an der Hochschule für Lehrerbildung Frankfurt (Oder).

## Leben
Der Lehrersohn besuchte ein Lehrerseminar. Seit 1908 unterrichtete er als Volksschullehrer. Seit 1913 studierte er Mathematik, Physik und Geographie in Jena. Von 1914 bis 1918 leistete er Kriegsdienst, zuletzt als Leutnant der Reserve und Batterieführer. 1921 wurde er in Jena promoviert, 1923 habilitierte sich dort für das Fach Geographie. An die neu gegründete Pädagogische Akademie Dortmund wurde er 1929 als Professor berufen. Parallel hielt er Vorlesungen an der Universität Münster, wo er eine außerordentliche Professur erhielt. Er engagierte sich im Verband Deutscher Schulgeographen im Vorstand und war Mitherausgeber des Geographischen Anzeigers. Seit Juni 1934 gehörte er als ordentliches Mitglied der Historischen Kommission für Westfalen an. 1934 wurde er als Leiter an die Hochschule für Lehrerbildung in Frankfurt (Oder) versetzt. Im Jahr 1938 wurde er nach Jena auf einen Lehrstuhl berufen, starb aber bald an Nierenversagen.

## Politische Tätigkeit
Burchard trat zum 1. Oktober 1932 der NSDAP bei (Mitgliedsnummer 1.344.394) und im selben Jahr dem NSLB. 1933 schloss er sich auch der SA an. 1934 wurde er zum Reichssachbearbeiter für Geographie im NSLB ernannt. Seit 1935 war er Dozentenbundführer des Nationalsozialistischen Deutschen Dozentenbundes (NSDDB) an der Hochschule für Lehrerbildung in Frankfurt/Oder. Von 1935 bis 1938 war Burchard Gaudozentenbundführer im Gau Kurmark.

## Schriften
- Staat und Klima, 1928
- Formenkundliche Untersuchungen in den nordwestlichen Ötztaler Alpen, 1927

## Einzelbelege
1. 1 2  Michael Grüttner: Biographisches Lexikon zur nationalsozialistischen Wissenschaftspolitik (= Studien zur Wissenschafts- und Universitätsgeschichte. Band 6). Synchron, Heidelberg 2004, ISBN 3-935025-68-8, S. 32–33.
2. ↑  Bundesarchiv R 9361-VIII KARTEI/4670582

| Personendaten    | Personendaten      |
| ---------------- | ------------------ |
| NAME             | Burchard, Albrecht |
| KURZBESCHREIBUNG | deutscher Geograph |
| GEBURTSDATUM     | 28. Juni 1888      |
| GEBURTSORT       | Ohrsleben          |
| STERBEDATUM      | 28. Dezember 1939  |
| STERBEORT        | Jena               |